# Francesco Vecellio
Francesco Vecellio (1483/1496? – 1560) è stato un pittore italiano.

## Biografia
Francesco Vecellio fu ritenuto dalla letteratura critica, ma soprattutto per pura tradizione, fratello maggiore di Tiziano tuttavia con dubbi ed incertezze, arrivando ad ipotizzarne la nascita intorno al 1475. Gli studi più recenti, rigettando questa data e alzandola attorno al 1483-1496, tendono  a consideralo, in alternativa, un fratello più giovane di Tiziano.
D'altra parte la critica storica ha emarginato Francesco ad un ruolo puramente ancillare prima di giungere, alla fine dell'Ottocento, alle analisi più precise Joseph Archer Crowe e Giovan Battista Cavalcaselle, e a metà Novecento, a quelle di Giuseppe Fiocco. Analisi che restano la base del più organico studio contemporaneo della carriera artistica del pittore.
Senz'altro si unì, dodicenne, al fratello nel trasferimento a Venezia ma non è nota la data precisa. Non è noto quale ne sia stato il percorso formativo e si ritiene anzi improbabile che sia lo stesso articolato seguito del fratello. Nel 1511, descritto come pictor in un atto notarile del 20 maggio di quell'anno, doveva aver già trascorso gli anni previsti per garzonado e lavoranzia e superato l'"esame di abilitazione" all'arte. Rimane assodato che soltanto dopo l'esecuzione, nello stesso anno o al più tardi nel 1512, del Miracolo del cuore dell’avaro per il ciclo antoniano alla Scuola del Santo di Padova fu coscritto nella fanteria della Serenissima per combattere contro gli eserciti della Lega di Cambrai. Per la data dell'arruolamento è plausibile considerare il 1513 infatti nell'Orazione funebre che il cugino Vincenzo Vecellio tenne alla sua memoria (1559-1560) veniva menzionato con orgoglio che fosse stato agli ordini dei capitani Serafino da Cagli e Macone da Ferrara (a conferma delle date va ricordato che il Serafino morì nella disastrosa Battaglia de La Motta presso Creazzo dell'ottobre 1513, quindi il provveditore generale in campo Domenico Contarini, dopo averlo temporaneamente avocato a sé, affidò il comando del gruppo dei superstiti a Macone). È questo il fatto più discriminante per stabilirne o meno la maggiorità: infatti le regole per le cernide nel contado veneto, pur ricercando figli di combattenti distinti per il valore – ed il padre Gregorio lo era stato, esentavano i capifamiglia dalla leva obbligatoria. Diventa così evidente che questo ruolo spettasse a Tiziano con cui Francesco conviveva, allora a Rialto.
Il servizio militare fu interrotto dal ferimento in battaglia di Francesco, che sia l'Orazione di Vincenzo che storiografia dipinsero come quasi mortale e gravemente menomante ma smentiti dalla sua attività pittorica (già nel 1518 dipinse un affresco nella loggia di Pieve di Cadore) e il suo successivo incessante andirivieni tra Venezia, il Cadore e Innsbruck.
Prendendo come verità assolute le affermazioni encomiastiche della stessa Orazione si è arrivati a tramandare che Francesco dal 1540 si fosse ritirato in Cadore e dalla pittura per darsi alla mercatura e assumere alcuni importanti ruoli nella Magnifica Comunità di Cadore. Probabilmente la foga encomiastica nel confrontarlo col fratello ha dato adito alle interpretazioni successive che, a partire dall’anonimo Breve compendio della vita del famoso Titiano Vecellio di Cadore e passando per le Maraviglie dell’arte di Carlo Ridolfi, pesano sulle interpretazioni più moderne accostando a situazioni parzialmente vere elucubrazioni fantasiose sulla gelosia tra i fratelli ed il successivo abbandono della pittura da parte di Francesco.
È vero che Francesco assolse alcuni incarichi per la comunità cadorina ma solo negli ultimi quindici anni e senza che risulti un obbligo di trasferirsi in Cadore. Invece la collaborazione tra i due fratelli fu continua e, sebbene ancora pienamente irrisolta negli aspetti artistici in cui mantenevano delle autonomie, è chiaro che a Francesco era demandato il delicato incarico della gestione del patrimonio e gli investimenti della famiglia oltre a rappresentare gli interessi della bottega in alcune vertenze legali.

## Opere

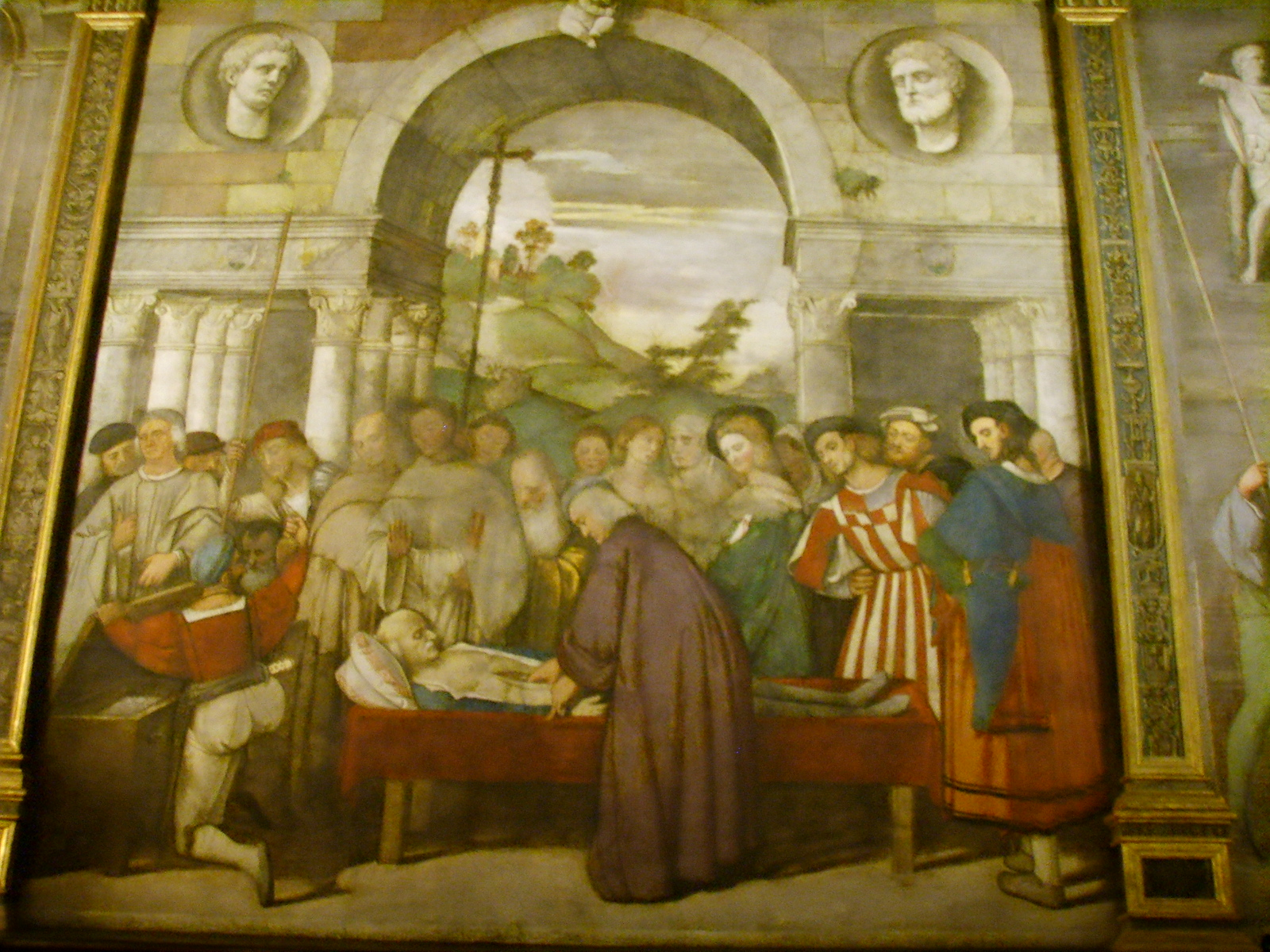
Francesco Vecellio (attribuito), Sant'Antonio fa trovare il cuore dell'usuraio nel forziere, Padova, Scuola del Santo.

Il catalogo delle opere di Francesco risulta assi ridotto anche comprendendo una serie di piccoli dipinti devozionali e l'obbligo a dissimularsi nelle produzioni di bottega rende difficile individuarne le collaborazioni con Tiziano. Allo stato attuale la prima opera attribuibile con sicurezza è il citato Miracolo del cuore dell’avaro di Padova, senz'altro sotto la direzione del fratello al cui stile si conforma e di cui pare insistano alcuni interventi. 
Un'opera incerta nella collocazione temporale tra il precedere la parentesi militare o l'essere immediatamente successiva è la pala della Madonna col Bambino tra i santi Pietro e Girolamo, dipinta per la chiesa di Santa Croce a Belluno e ora agli Staatliche Museen di Berlino.
Con qualche interrogativo su eventuali interventi di Tiziano è probabilmente ascrivibile a un periodo vicino al ritorno dalla guerra è il polittico di Sedico (1517/1520 ?) di cui, disperso nella primo conflitto mondiale, rimane solo il pannello centrale della Madonna col Bambino nella chiesa di Santa Maria Annunziata. Sicuramente invece subito dopo la guarigione dalle ferite ricevette l'incarico di affrescare la Loggia della Comunità di Cadore e nel 1521 è documentato a collaborare col fratello ad un simile incarico nella Loggia del Capitanio di Vicenza, ambedue le opere sono ormai perdute. Nel 1524 dipinse la pala della Madonna col Bambino e santi Vito e Giovanni Battista, due santi vescovi (Ermacora e Fortunato?) e il pievano Bernardo Costantini per chiesa dei Santi Vito, Modesto e Crescenzia a San Vito di Cadore e l'Adorazione dei pastori per l’altare maggiore della chiesa di San Giuseppe a Belluno (ora al Museum of Fine Arts di Houston). Verso il 1530 dipinse le portelle d'organo di San Salvador a Venezia. E in una data imprecisata anche un'Annunciazione per la chiesa di San Nicolò di Castello, ora nelle Gallerie dell'Accademia. Successivamente sono documentate una pala per la parrocchiale di Vinigo (1548-1551) e dei gonfaloni per Sant’Orsola di Vigo (1547-1551) e per la Scuola dei Battuti di Lorenzago (1547-1550). 
Restano molte incertezze sui periodi di esecuzione di altre opere comunemente attribuite a Francesco: la pala della Madonna col Bambino e i santi Marco, Albino (?) e Lucano (?) ora nella chiesa nuova di San Marco a Venas di Valle di Cadore; il polittico della Madonna col Bambino e i santi Andrea e Giovanni Battista per Candide nel Comelico Superiore; nonché le cinque pale cadorine col medesimo soggetto della Madonna con Bambino e i santi Rocco e Sebastiano nella chiesa arcidiaconale di Santa Maria Nascente a Pieve, nella chiesa di San Rocco a Perarolo, nella chiesa di San Rocco a Domegge, nella chiesa di San Vigilio a Vallesella di Domegge e in quella dei Santi Rocco e Sebastiano a Danta.